# Takaya Osanai
Takaya Osanai (小山内 貴哉 Osanai Takaya?), född 15 juni 1993 i Hokkaido prefektur, är en japansk fotbollsspelare.
Osanai började sin karriär 2011 i Consadole Sapporo. 2015 flyttade han till AC Nagano Parceiro. Efter AC Nagano Parceiro spelade han för Fukushima United FC.